# Zdzisław Denysiuk
Zdzisław Denysiuk (ur. 12 lutego 1956 w Chełmie) – polski działacz związkowy i samorządowiec, poseł na Sejm III kadencji.

## Życiorys
Jest absolwentem Zespołu Szkół Mechanicznych w Chełmie. Wieloletni etatowy działacz związkowy w ramach „Solidarności”, w latach 90. stanął na czele związku w Chełmie. Zasiadł również w Komisji Krajowej NSZZ „Solidarność”.
W latach 90. był członkiem chełmskiej rady miasta. W latach 1997–2001 sprawował mandat posła na Sejm III kadencji z ramienia Akcji Wyborczej Solidarność z okręgu chełmskiego. Do 2001 był jednym z liderów Ruchu Społecznego AWS w województwie lubelskim. W 2001 bezskutecznie ubiegał się o reelekcję, po czym wycofał się z działalności partyjnej.
W 2004 otrzymał Srebrny Krzyż Zasługi.

## Życie prywatne
Jest żonaty z Wandą i ma trzech synów.